# Masło shea

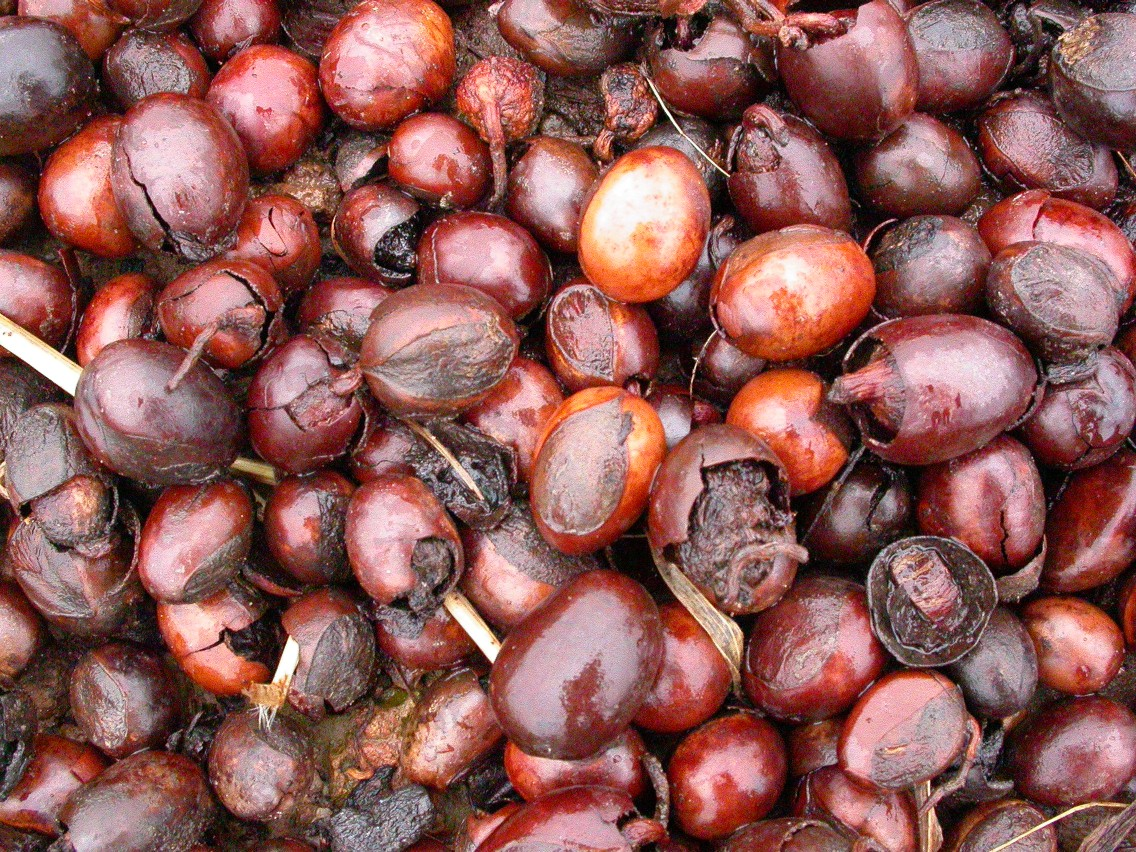
Nasiona masłosza

Masło shea – olej roślinny uzyskiwany z owoców masłosza Parka (ang. pot. shea tree). W postaci świeżej, nieprzetworzonej ma konsystencję pasty, barwę białawą, jest niemal bezwonny i ma bardzo słabo wyczuwalny smak.

## Zastosowanie

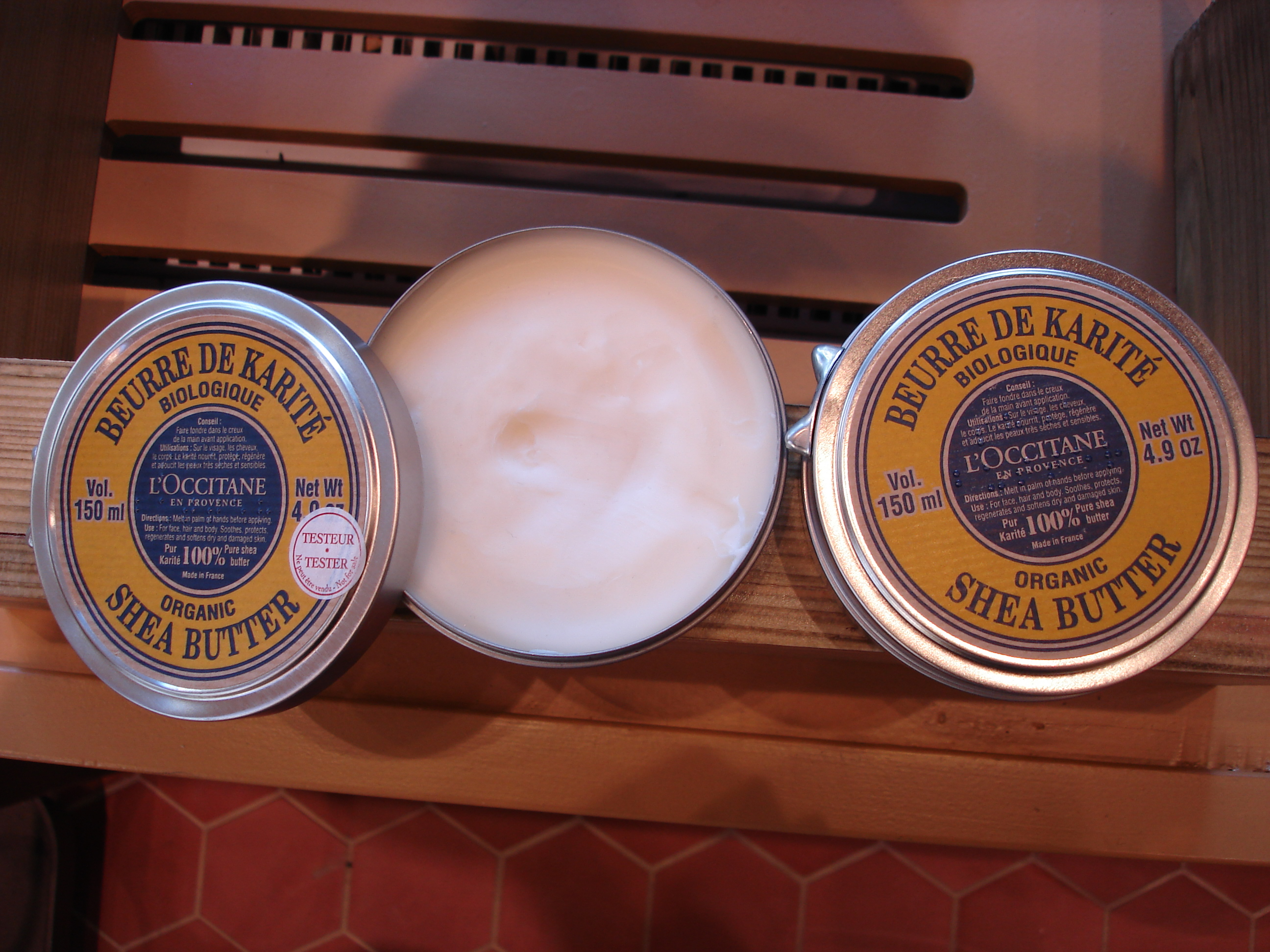
Masło shea

- Kuchnia – olej jest jadalny i szeroko stosowany w Afryce Subsaharyjskiej co najmniej od XIV wieku. Używany jest do smażenia oraz jako dodatek do wielu potraw wpływający na ich konsystencję, aromat i właściwości smakowe[1].
- Kosmetyka – masło shea jest stosowane w kosmetyce, jako środek nawilżający, zmiękczający skórę, kojący, uelastyczniający, przeciwzmarszczkowy, chroniący przed promieniami UV, przedłużający opaleniznę.

## Skład

Cząsteczka przykładowego triacyloglicerolu występującego w maśle shea, zawierającego jedną resztę kwasu stearynowego i dwie reszty kwasu oleinowego

W strukturze tłuszczów obecnych w maśle shea ok. 85–90% stanowią reszty jednonienasyconego kwasu oleinowego i nasyconego kwasu stearynowego, a ich wzajemne proporcje decydują o konsystencji produktu. W maśle shea znajduje się też znaczna ilość fitosteroli:
- kampesterol
- stygmasterol
- β-sitosterol
- α-spinosterol.

## Kultura
Według bojowników Armii Bożego Oporu z Ugandy smarowanie ciała olejkiem shea chroni wojownika przed kulami.